# Música sertaneja
Música sertaneja é um gênero musical brasileiro que incorpora elementos como guitarras elétricas e arranjos inspirados pela Jovem Guarda, com interpretação tradicionalmente feita por duplas, geralmente de tenores, com características vocais marcadas pelo uso de falsetes e uma tonalidade nasal. Embora o conceito de "música sertaneja" abranja de forma mais ampla outros ritmos do interior do Brasil, como o baião e o xaxado, que estão associados às tradições musicais do povo sertanejo, a definição moderna de música sertaneja refere-se a uma variação da música caipira, que está integrada à cultura caipira do interior do estado de São Paulo.
Em 1929, na cidade de São Paulo, o jornalista e folclorista paulista Cornélio Pires deu origem à primeira música sertaneja do país, a qual, gravada em disco, narrava a vida do interior do estado, seguindo o estilo da música caipira. Na década de 1950, as duplas Pedro Bento & Zé da Estrada, Nenete & Dorinho, Tibagi & Miltinho e Belmonte & Amaraí, Cascatinha e Inhana  sistematizaram o uso de elementos da tradição mexicana mariachi com floreios de violino e trompete para preencher espaços entre frases e golpes de glote que produzem uma qualidade soluçante na voz. Outros nomes, como a dupla Pena Branca e Xavantinho, seguiam a antiga tradição caipira, enquanto o cantor Tião Carreiro inovava ao fundir o gênero com samba, coco e calango de roda.
A introdução da guitarra elétrica e o chamado "ritmo jovem", pela dupla Léo Canhoto e Robertinho, no final da década de 1960, marcaram o início da música sertaneja moderna; Bob Joe se inspirava em artistas internacionais como Elvis Presley, logo o gênero se afastava da música caipira e sofria influência da música country, dos Estados Unidos. Com o visual dos cowboys, vaqueiros americanos de filmes de faroeste, o então cantor da Jovem Guarda, Sérgio Reis passou a gravar na década de 1970 repertório tradicional sertanejo, de forma a contribuir para a penetração mais ampla ao gênero.Na década de 80 Elomar e Almir Sater se firmaram na música, marcada pela forte presença de variantes dialetais, arcaísmos e neologismos, formando uma linguagem muito característica fundada na oralidade sertaneja.
Na década de 1990, já com elementos de outros gêneros difundidos pela indústria este gênero alcançou maior projeção em rádios FM e televisão – seja em programas semanais matutinos de domingo ou em trilhas sonoras de novela ou programas especiais – consolidando-se como um gênero de massa. Essa fase, conhecida como "música sertaneja romântica", destacou artistas como Chitãozinho e Xororó, Zezé Di Camargo e Luciano, Roberta Miranda e a dupla Leandro e Leonardo. As letras passaram a abordar temas mais urbanos e individuais, mantendo referências à tradição vocal da música caipira e instrumental do gênero. Esse desenvolvimento, marcado pela adaptação às demandas do mercado e às mudanças culturais gerou debates sobre a distinção entre a música caipira e a música sertaneja, que passou a ser associada às produções urbanas. Nesta década houve uma exploração comercial massificada do sertanejo, somado, em certos casos, a uma releitura de sucessos internacionais e mesmo da Jovem Guarda. Dessa nova tendência romântica surgiram inúmeros artistas, quase sempre em duplas, com diversas faixas de sucesso.

## Subgêneros

### Sertanejo Universitário
Atenta, a indústria fonográfica lançou na década de 2000 um movimento similar, chamado por alguns de sertanejo universitário, com nomes como Bruno & Barretto, César Menotti & Fabiano, Cristiano Araújo, Eduardo Costa, Felipe Araújo, Fernando & Sorocaba, Fred & Gustavo, Gusttavo Lima, Henrique & Diego, Henrique & Juliano, Israel Novaes, Jads & Jadson, João Bosco & Vinícius, João Neto & Frederico, Jorge & Mateus, Luan Santana, Lucas Lucco, Maiara & Maraisa, Marcos & Belutti, Maria Cecília & Rodolfo, Marília Mendonça, Matheus e Kauan, Michel Teló, Munhoz & Mariano, Paula Fernandes, Naiara Azevedo, Simone & Simaria, Thaeme & Thiago, Thiago Brava, Victor & Leo, Zé Felipe, Zé Neto & Cristiano e outros. Como esse movimento não para e ganha cada vez mais adeptos, o mercado que antes tinha como foco de surgimento de duplas e artistas sertanejos no estado de Goiás, hoje tem eleito novos ídolos do estado de Mato Grosso do Sul como a revelação escolar Luan Santana e a dupla Maria Cecília & Rodolfo; e também no interior de São Paulo como Zé Neto & Cristiano nascidos em São José do Rio Preto. No estado de Minas Gerais surgiram nomes como Eduardo Costa, Paula Fernandes, Gusttavo Lima e a dupla Victor & Leo. No estado do Paraná tem revelações como nomes de Naiara Azevedo, Michel Teló e Davi Rodrigues. Porém, Goiás não deixou de revelar nomes no cenário nacional, surgiram os já citados Jorge & Mateus e João Neto e Frederico.

### Agronejo
A quinta fase surgiu por volta do ano de 2020, tendo suas raízes na exaltação ao campo, a agropecuária e o agronegócio, refletindo as vivências e valores das comunidades agrárias em crescimento econômico-social.
A essência do agronejo reside na fusão de elementos da música sertaneja tradicional com influências modernas, como funk, rap e música eletrônica, além de uma vaga inspiração no Bro-country originário dos EUA. Essa combinação eclética resulta em uma sonoridade única que atrai tanto os fãs tradicionais da música sertaneja quanto os aficionados por gêneros mais contemporâneos.
Dentre os artistas que têm se destacado nesse movimento, há nomes como Ana Castela, Luan Pereira, Léo & Raphael, Fiduma & Jeca, DJ Chris no Beat, Us Agroboy (dupla de Gabriel Vittor e Jota Lennon), Bruna Viola e Loubet.

## Dança sertaneja
A dança sertaneja moderna tem suas origens nas danças sertanejas brasileiras. O termo "Sertanejo" foi inicialmente criado pelos portugueses no período das navegações para definir o interior da nova terra, diferindo-o do litoral. Mais tarde, aplicou-se ao interior do país de um modo geral. Assim, sendo o Sertão Brasileiro extremamente vasto, compreendendo as regiões interioranas do país desde o Sul ao Nordeste brasileiro, e tendo em sua história processos de colonização e choques culturais de diversos povos, percebemos inicialmente uma pluralidade ímpar na formação das Danças Sertanejas Tradicionais. Esta mescla de gêneros europeus, indígenas e por vezes africanos originou diversas danças pelo Brasil, levando-se em conta as particularidades históricas e culturais supracitadas de cada região.
Observa-se que o estilo de Dança Sertaneja Moderna (também conhecida como Dança Caipira Sertaneja ou Sertanejo Universitário) tem se propagado e sofrido mutações com maior intensidade em regiões da Grande São Paulo e interior deste estado, como nas cidades de Taboão da Serra, Embu, Cotia, ABC Paulista e Região Metropolitana de Campinas, sendo toda esta região geográfica hoje o polo de vanguarda da Dança Sertaneja.
Podemos classificar hoje a Dança Sertaneja Moderna como pertencente á família das Danças a Dois ou Danças de Salão, que caracterizam-se pelo improviso dado pela comunicação intrínseca que ocorre entre o par durante a dança (comunicação esta chamada por seus praticantes de "condução"), onde temos um "condutor" e um "conduzido". Esta compatibilidade entre o Sertanejo e outras danças em casal acabou por gerar, na Dança Sertaneja, grande influência e incorporação de movimentos de outros gêneros de danças de salão com forte presença no Interior Paulista e Grande São Paulo, sendo em maior grau o Forró, Samba-Rock, entre outros.
O vanerão ou vanera tem se propagado na região sul do país, sob forte influência das culturas locais, embora possua forte ligação com o baião e o vanerão nordestino. Paralelamente é encontrado junto a outros estilos de dança em bares e bailes do gênero.
Na região Centro-Oeste é comum os chamados "bailões", que apresentam as músicas sertanejas de toada mais animada, predominantemente das três últimas décadas do século XX. O estilo de dança é simples, sempre em par, comumente com passos de baião e xote. O chamado "dois pra lá, dois pra cá" é o passo predominante, o que levou o estilo a se popularizar nos bailões pelo fácil acompanhamento.